# Indivision
Ne doit pas être confondu avec Indovision.
L'indivision est un régime juridique permettant d'exercer à plusieurs le droit de propriété en attente d'un partage. Un bien est dit indivis /ɛ̃.di.vi/ lorsqu'il appartient à un ensemble de personnes, sans que l'on puisse le répartir en lots entre elles ou qu'elles puissent en vendre leurs parts sans l'accord des autres.
Une autre définition est aussi possible : l'indivision est le concours de plusieurs droits de même nature sur un même bien sans qu'il y ait division matérielle des parts ; ainsi, le fait que, dans l'usufruit, les droits des nu-propriétaires et ceux des usufruitiers ne soient pas de même nature fait que les dispositions sur l'indivision ne s'appliquent pas à leurs rapports.
A titre de contre-exemples
- L'usage commun des chemins d'exploitation n'est pas régi par les règles de l'indivision ; en effet, chaque propriétaire riverain dispose du droit d'en interdire l'accès aux non-riverains[1].

## Indivision légale
Elle peut naître :
- d'une succession ;
- d'une donation ;
- d'un acte d'acquisition aux termes duquel les acquéreurs se soumettent volontairement au régime de l'indivision (dans ce cas l'indivision est dite conventionnelle) ;
- de la dissolution d'une société, ou d'une communauté conjugale (en cas de divorce) ;
- ou d'une division de propriété dont certaines parties se juxtaposent (toiture, caves....)

## Biens indivis
Les biens indivis peuvent être de nature mobilière ou immobilière.

## Règles de majorité
En France, les majorités requises parmi les indivis pour procéder à des actes touchant à l'indivision varient selon la nature de l'acte :
- Actes de conservation (visant le maintien en état du patrimoine) : chaque indivisaire peut l'effectuer seul (Art.815-2 du code civil).
- Actes d'administration : règle des deux tiers (⅔) des droits indivis (et non {\displaystyle {\tfrac {2}{3}}} des personnes) (Art 815-3).
- Actes de disposition (modifiant la composition du patrimoine): la règle de l'unanimité s'impose (Art 815-3).

## En droit français
On sort de l'indivision soit en partageant le bien (un indivisaire pouvant acheter les parts des autres indivisaires) ou après l'avoir divisé (par exemple à la suite de l'intervention d'un géomètre pour un immeuble) ou en le vendant.
En cas de vente il conviendra de répartir le prix de la vente entre les anciens indivisaires en fonction de la quote-part de chacun.
- En France, selon le Code civil français (article 815), « Nul ne peut être contraint de rester dans l'indivision et le partage peut toujours être provoqué, à moins qu'il n'y ait été sursis par jugement ou convention.»[3].
- Le tribunal peut sursoir (2 ans au maximum) au partage si sa réalisation risque de porter atteinte à la valeur du bien (L. n°78-627 du 31/12/73) ou si l'un des indivisaires ne peut s'installer sur une exploitation agricole dépendante de la succession avant ce délai.
- Depuis mai 2009, l'article 815-5-1 dispose que « sauf en cas de démembrement de la propriété du bien ou si l'un des indivisaires se trouve dans l'un des cas prévus à l'article 836, l'aliénation d'un bien indivis peut être autorisée par le tribunal judiciaire, à la demande de l'un ou des indivisaires titulaires d'au moins deux tiers des droits indivis... »[4].

Par ailleurs, si un indivisaire ne veut pas demeurer dans l'indivision, le tribunal peut :
- si elle est aisément détachable en nature ou en argent, attribuer sa part à celui qui l'a demandé ,
- ou, si l'attribution en nature ne peut être facilement faite, en argent versé par les autres coïndivisaires qui en ont exprimé la préférence, leurs parts dans l'indivision étant alors augmentées en proportion des apports,
- ou, dans les autre cas, ordonner la vente forcée du bien immobilier[5].

En cas de cession à titre onéreux de droits indivis à une personne étrangère, les coïndivisaires peuvent préempter en faisant connaître leur intention par l'intermédiaire d'un commissaire de justice.

## En droit québécois
Plusieurs dispositions du Code civil du Québec sont consacrées à l'indivision, notamment la section sur le droit au partage (836-848 C.c.Q.), la section sur l'effet déclaratif du partage (884-888 C.c.Q), la section sur la copropriété par indivision (art. 1012-1024 C.c.Q.) et la section sur la fin de l'indivision et du partage (art. 1030-1037 C.c.Q.)
Le principe « Nul n'est tenu de demeurer dans l'indivision » est notamment énoncé à l'art. 1030 C.c.Q.
Le droit de retrait permet à un indivisaire d'être informé de la saisie faite par le créancier sur la part d'un co-indivisaire.